# Liste der denkmalgeschützten Objekte in Částkov u Tachova
Grundlage dieser Liste der denkmalgeschützten Objekte in Částkov u Tachova ist die ÚSKP-Liste (Ústřední seznam kulturních památek České republiky, deutsch Zentrale Liste der Kulturdenkmäler der Tschechischen Republik), die von der tschechischen Denkmalschutzbehörde NPÚ (Národní památkový ústav, deutsch Nationale Denkmalbehörde) seit 1987 geführt wird und an die seit dem Jahr 1850 geschaffenen Listen anschließt.

## Denkmalgeschützte Objekte nach Ortsteilen

### Částkov u Tachova
| Lage                         | Objekt          | Beschreibung | ÚSKP-Nr.                  | Bild           |
| ---------------------------- | --------------- | --- | ------------------------- | -------------- |
| Částkov (Standort)           | Kirche hl. Anna | Kirche hl. Anna | 44334/4-4736 Info Katalog | weitere Bilder |
| Částkov (Standort)           | Marterl         | Der Bildstock steht am Wegesrand nordwestlich des Dorfes. Die Säule ist vertikal verziert, die Nischen sind mit einem Eselsrücken versehen. Die Datierung auf dem Sockel ist mit 1838 bezeichnet. Der Bildstock stammt ursprünglich vermutlich aus der ersten Hälfte des 16. Jahrhunderts. | 103428 Info Katalog       | BW             |
| Částkov 1 (Standort)         | Schloss Částkov | Schloss | 11226/4-5066 Info Katalog | BW             |
| südöstlich des Ortsrandes () | Marterl         | Marterl | 25206/4-1722 Info Katalog |                |

### Maršovy Chody
| Lage                                | Objekt           | Beschreibung | ÚSKP-Nr.                  | Bild |
| ----------------------------------- | ---------------- | ------------ | ------------------------- | ---- |
| Maršovy Chody 28 (Standort)         | Bauernhof Nr. 28 | Bauernhof    | 16509/4-1724 Info Katalog | BW   |
| Maršovy Chody 1 (Standort)          | Bauernhof Nr. 1  | Bauernhof    | 35547/4-1723 Info Katalog | BW   |
| Maršovy Chody, Dorfplatz (Standort) | Kapellchen       | Kapellchen   | 39266/4-1725 Info Katalog | BW   |

### Pernolec
| Lage                                        | Objekt                                                                     | Beschreibung                                                                                      | ÚSKP-Nr.                  | Bild                                                                       |
| ------------------------------------------- | -------------------------------------------------------------------------- | ------------------------------------------------------------------------------------------------- | ------------------------- | -------------------------------------------------------------------------- |
| Pernolec (Standort)                         | Kornspeicher an der Stelle der ehemaligen Feste, Reste Burggraben und Wall | Kornspeicher an der Stelle der ehemaligen Feste, Reste Burggraben und Wall, archäologische Spuren | 29907/4-1726 Info Katalog | Kornspeicher an der Stelle der ehemaligen Feste, Reste Burggraben und Wall |
| Pernolec, nördlich der Ortschaft (Standort) | Kirche hl. Anna selbdritt                                                  | Kirche hl. Anna selbdritt                                                                         | 103077 Info Katalog       | BW                                                                         |